# 刀嘴鳳冠雉
刀嘴鳳冠雉（學名：Mitu mitu）又名阿拉戈盔嘴雉，是一種大型像雉雞的鳥類，長達89厘米。鳥喙呈紅色及有白邊，羽毛呈有黑澤的紫藍色，下身呈栗色， 瞳孔呈紅褐色，且有14條淡褐色的尾羽。牠的耳朵在鳳冠雉科是獨有的，呈淡灰色及新月形。雌鳥較雄鳥細小一些。主要以水果為食物。飼養的剃刀嘴鳳冠雉的壽命可多於24歲。
刀嘴鳳冠雉最初是由德國自然學家Georg Marcgraf所描述。但由於當時並沒有足夠的資料及標本，刀嘴鳳冠雉被認為是與大刀嘴鳳冠雉相同的物種。直至1951年，在巴西阿拉戈阿斯的低地森林發現了牠們後，其學名才被正式確立。牠們現時被認為是其分支的基底，較接近小刀嘴鳳冠雉。牠們的分支自中新世及上新世交界流傳至今，並孤立在大西洋沿海森林區。
由於失去了棲息地、過份獵殺及數量少的關係，刀嘴鳳冠雉現被認為是在野外滅絕。最後的野外刀嘴鳳冠雉於1984年（或可能是1987年或1988年）被殺。飼養的刀嘴鳳冠雉現正大量的與大刀嘴鳳冠雉混種。刀嘴鳳冠雉現被受巴西法律的保護及被列在《瀕危野生動植物種國際貿易公約》的附錄一中。

## 外部連結
- BirdLife Species Factsheet （页面存档备份，存于）